# Cesuras
Cesuras – miasto w Hiszpanii, w prowincji A Coruña, we wspólnocie autonomicznej Galicja. Położone nad rzeką Mero.
W dniu 6 czerwca 2013 roku z połączenia dwóch ówczesnych gmin – Oza dos Ríos oraz Cesuras – utworzono nową gminę Oza-Cesuras.